# Novembre 1849

## Événements
- constitution de la Californie (l’esclavage est interdit).
- Thorbecke devient chef du gouvernement libéral aux Pays-Bas.

- 9 novembre : par décret de Louis-Napoléon Bonaparte, contresigné par le général d'Hautpoul, Gobineau est nommé premier secrétaire de la légation de France à Berne.

- 10 novembre, France : inauguration de la section de ligne d'Épernay à Châlons par la Compagnie du chemin de fer de Paris à Strasbourg.

- 26 novembre : bataille de Zaatcha. L’oasis de Zaatcha, dans le Sud algérien entre Biskra et Ouargla, dernier îlot de résistance des nomades conduits par Bou Ziam, compagnon d’arme d’Abd el-Kader, tombe aux mains des troupes françaises au bout de 53 jours de siège. Sur 7000 soldats français engagés, 1500, dont 30 officiers, sont tués ou blessés, et 600 meurent du choléra.
  - Peu de temps après, le général Charon est remplacé par le général d’Hautpoul qui propose d’organiser une grande expédition pour pacifier la Kabylie, mais le gouvernement français ne lui en fournit pas les moyens.

- 27 novembre, France : loi rappelant l'interdiction des grèves.

- 28 novembre : Gobineau quitte Paris poux rendre ses fonctions à Berne. Le voyage est rendu difficile par le froid. Il arrive à Delémont le 30 au soir et en repart le lendemain pour Berne. À Berne, il s'installe d'abord au Sommerleist près de l'ancienne porte de Morat. Au début de janvier 1850, il déménage rue des Gentilshommes (Junkerngasse).

## Naissances
- 29 novembre :
  - Horace Lamb (mort en 1934), mathématicien britannique.
  - John Ambrose Fleming (mort en 1945), inventeur de la diode à lampe.

## Décès
- 13 novembre : William Etty, peintre britannique (° 10 mars 1787).
- 14 novembre : Wilhelm Daniel Joseph Koch (né en 1771), botaniste allemand.